# Lövgrunds rabbar
Lövgrunds rabbar este o arie protejată (arie specială de conservare — SAC, sit de importanță comunitară — SCI) din Suedia întinsă pe o suprafață de 533,9 ha, integral marine.

## Localizare
Centrul sitului Lövgrunds rabbar este situat la coordonatele 60°49′01″N 17°31′19″E / 60.8169°N 17.522°E.

## Înființare
Situl Lövgrunds rabbar a fost declarat sit de importanță comunitară în mai 2011 pentru a proteja 1 specie de animale. Situl a fost protejat și ca arie specială de conservare în decembrie 2017.

## Biodiversitate
Situată în ecoregiunile boreală și marină baltică, aria protejată nu include niciun habitat protejat.
La baza desemnării sitului se află o specie protejată de  mamifere: Halichoerus grypus.